# ابراهیم‌آباد (ری)
ابراهیم‌آباد (ری)، روستایی از توابع بخش فشاپویه شهرستان ری در استان تهران ایران است.

## جمعیت
این روستا در دهستان کلین قرار دارد و براساس سرشماری مرکز آمار ایران در سال ۱۳۸۵، جمعیت آن ۱٬۲۴۲ نفر (۲۸۴خانوار) بوده‌است.